# 언제나 신혼
《언제나 신혼》은 한국방송공사 1TV 특집드라마이다.

## 제작진
- 극본 : 황순영

## 출연진
- 최수종
- 신애라
- 전원주
- 이치우
- 이병철
- 윤영주